# Parque Nacional do Lago Maláui
O Parque Nacional do Lago Maláui encontra-se nos distritos de Mangochi, no sul do Maláui, e de Salima, na região central, a 14°02'S, 34°53'E e, com uma área de 9,400 ha, inclui a península de Nankumba, a extremidade sul do lago, uma dúzia de ilhas, as montanhas Mwenya e Nkhudzi e uma zona aquática até 100 m da costa. O parque foi proclamado em 24 de novembro de 1980, embora a maior parte da sua área já fosse considerava reserva florestal e algumas das ilhas protegidas desde 1934. Patrimônio Mundial da UNESCO desde 1984.
O lago Maláui, Niassa (em português), ou Nyasa (em suaíli) é um dos Grandes Lagos Africanos e está localizado no Vale do Rifte, entre o Maláui, a Tanzânia e Moçambique. Com uma orientação norte-sul, o lago tem 560 km de comprimento, 80 km de largura máxima e 700 m de profundidade.
É um lago único no mundo por formar uma província biogeográfica específica, com cerca de 400 espécies de ciclídeos descritas endémicas (cerca de 30% de todos os ciclídeos conhecidos no mundo) e provavelmente muitas ainda por descrever. Estima-se que tenha uma idade entre um e dois milhões de anos. Uma vez que se encontra numa região tropical e é muito profundo, o lago está permanentemente estratificado, com um epilímnio mais quente sobre um hipolímnio mais frio. O nível da água varia com as estações do ano e tem ainda um ciclo de longa duração, com os níveis mais altos em anos recentes, desde que existem registos.